# Catillon-sur-Sambre
 Catillon-sur-Sambre  es una población y comuna francesa en la región de Norte-Paso de Calais, departamento de Norte, en el distrito de Cambrai y cantón de Le Cateau-Cambrésis.

## Demografía
| 1154 | 1105 | 1096 | 1012 | 926 | 846 |
| Para los censos de 1962 a 1999 la población legal corresponde a la población sin duplicidades (Fuente: INSEE [Consultar]) |      |      |      |     |     |